# Kerk van Munkfors
De kerk van Munkfors is een kerk in de Zweedse plaats Munkfors. De huidige kerk werd geopend in 1987.
De eerste kerk op deze plaats werd gebouwd in 1920 en was ontworpen door de architect Bror Almquist. Deze kerk werd volledig verwoest door een brand op 20 december 1984. Vervolgens werd de kerk herbouwd naar de tekeningen van Jerk Alton. De nieuwe kerk werd geopend op 27 september 1987. Dat Munkfors pas in de 20e eeuw een kerk kreeg is vrij uitzonderlijk te noemen. Voor lange tijd was Munkfors afhankelijk van omliggende dorpen als Sunnemo, maar vooral van Ransäter.
Munkfors · Ransäter